# Keel (album)
Keel è il quarto album dei Keel, pubblicato il 21 giugno 1987 dall'etichetta discografica MCA Records.

## Tracce
1. United Nations
2. Somebody's Waiting
3. Cherry Lane
4. Calm Before the Storm
5. King of the Rock
6. It's a Jungle Out There
7. I Said the Wrong Thing to the Right Girl
8. Don't Say You Love Me
9. If Love Is a Crime (I Wanna Be Convicted)
10. 4th of July

## Formazione
- Ron Keel - voce, chitarra
- Marc Ferrari - chitarra solista, cori
- Bryan Jay - chitarra solista, cori
- Kenny Chaisson - basso, cori
- Dwain Miller - batteria, cori

### Altri musicisti
- Jaime St. James - cori nelle tracce 6 e 9